# 宮之下站
宮之下站（日语：／ Miyanoshita eki */?）是一個位於神奈川縣足柄下郡箱根町宮之下，屬於小田急箱根鐵道線（箱根登山電車）的鐵路車站。車站編號是OH 54。

## 概要
宮之下站原來高度為448米，2013年經過再勘測後，將高度更正為436米。
日中時間約有超過一半的班次在此站交會。而每年6－7月期間，會開設臨時列車「夜之繡球花號」（夜のあじさい号），並在本站作較長時間的停車，讓乘客可以在月台上拍照（但如果離開了車站，原有車票便會失效）。

## 車站構造
設有小型站舍1座，設有站務員室及自動售票機，日中時間有站員駐守，並在平交道口設置了對應PASMO車票的感應器。
設有相對式側式月台2個，提供2面2線的配置，有效長度為3輛。

### 月台配置
| 月台 | 路線         | 方向 | 目的地               | 備註                       |
| ---- | ------------ | ---- | -------------------- | -------------------------- |
| 1    | 箱根登山電車 | 下行 | 強羅、早雲山方向     | 早雲山方向需在強羅轉乘     |
| 2    | 箱根登山電車 | 上行 | 箱根湯本、小田原方向 | 小田原方向需在箱根湯本轉乘 |

## 歷史
- 1919年6月1日：開業。

## 使用情況
| 年度   | 1日平均乗車人數 |
| ------ | --------------- |
| 1998年 | 344             |
| 1999年 | 356             |
| 2000年 | 331             |
| 2001年 | 329             |
| 2002年 | 334             |
| 2003年 | 342             |
| 2004年 | 316             |
| 2005年 | 325             |
| 2006年 | 354             |
| 2007年 | 365             |
| 2008年 | 381             |

## 車站周邊
- 宮下温泉
  - 富士屋酒店
- 堂島温泉
  - 對星館
  - 晴遊閣大和屋酒店
- 箱根神社
- 常泉寺
- 箱根町立温泉小學校

## 巴士路線
- 宮之下
  - 箱根登山巴士、伊豆箱根鐵道
  - 西方向
    - 箱根町（小涌園、元箱根港經由） （箱根登山） ※平日1班經盧之湯舊道
    - 關所跡、箱根町（小涌園、元箱根經由） （伊豆箱根）※1日1班經湯之花酒店
    - 箱根園（小涌園、元箱根經由） （伊豆箱根） ※限1日2班
    - 湖尻･箱根園（小涌園、早雲山經由） （伊豆箱根） ※午間經大涌谷
    - 仙石案内所、桃源台、湖尻（宮城野、仙石經由） （箱根登山）
    - 乙女峠、御殿場站（宮城野、仙石經由） （箱根登山） ※限星期六2班

  - 東方向
    - 小田原站東口（湯本站經由） （箱根登山）
    - 小田原站東口（湯本站經由） （伊豆箱根）
    - 湯本站 （箱根登山）

## 相鄰車站
小田急箱根
 鐵道線（箱根登山電車）
大平台（OH 53）－（上大平台信號場）－（仙人台信號場）－宮之下（OH 54）－小涌谷（OH 55）

## 外部連結
- 宮之下站（页面存档备份，存于） - 小田急箱根